# Chrysodeixis permissiodes
Chrysodeixis permissiodes är en fjärilsart som beskrevs av Embrik Strand 1917. Chrysodeixis permissiodes ingår i släktet Chrysodeixis och familjen nattflyn. Inga underarter finns listade i Catalogue of Life.